# 菲利普·伯恩-琼斯

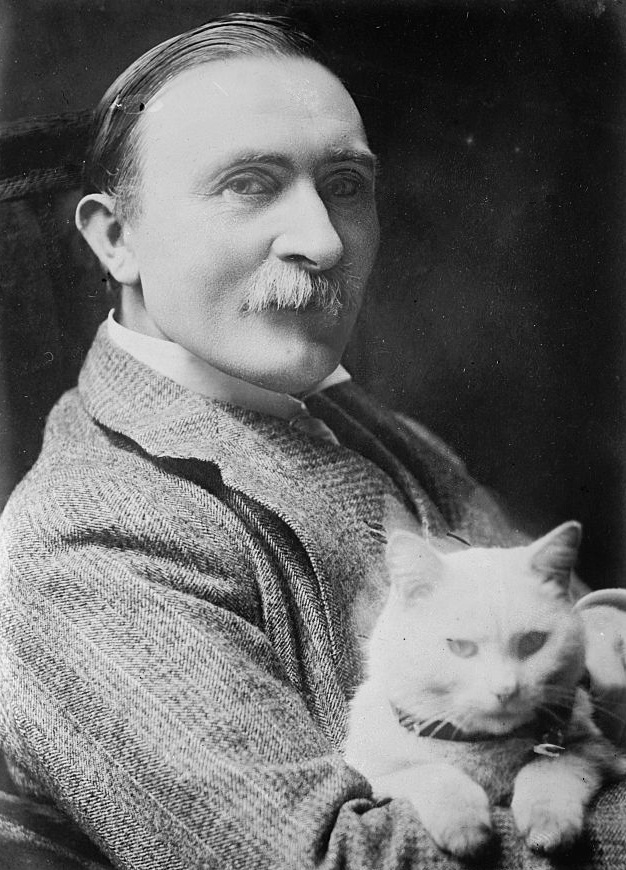
菲利普·伯恩-琼斯抱著一隻貓

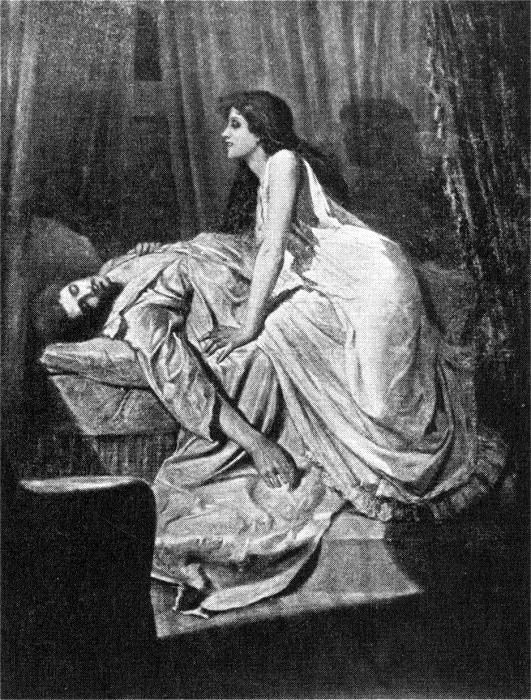
《吸血鬼》（The Vampire），為菲利普·伯恩-琼斯最著名的作品

菲利普·伯恩-琼斯从男爵（英語：Sir Philip Burne-Jones, 2nd Baronet，1861年—1926年）是一位英國畫家，生於倫敦，为愛德華·伯恩-瓊斯的长子，其父去世后袭封从男爵，一生主要在伦敦度过，共绘有60多個作品，包括人像及風景画，畫作《吸血鬼》畫於1897年。